# ヴァッケン・オープン・エア

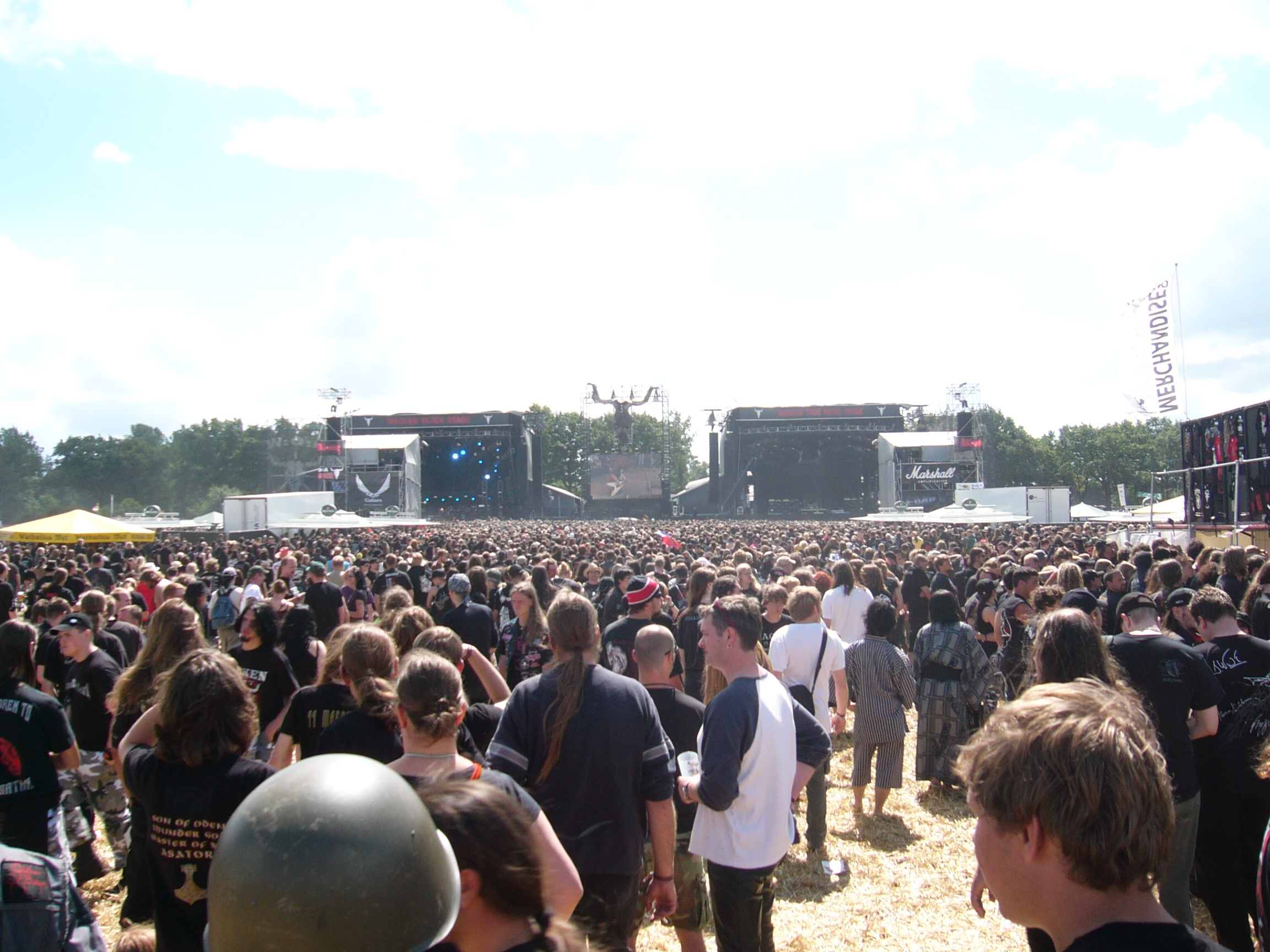
ヴァッケン・オープン・エア（2007年8月3日）

ヴァッケン・オープン・エア（Wacken Open Air, 略称：W:O:A）は、ドイツ北部のシュレースヴィヒ＝ホルシュタイン州ヴァッケンで開催されるヘヴィメタルのフェスティバル。1990年に始まったこのフェスティバルは、地元のバンドSKYLINEが街起こしとして始めた規模の小さなものであったが、1998年には、世界から70以上のバンドを集める大きなイベントに成長し、2023年現在では85,000人の観客を動員する世界最大級のメタル・フェスティバルになった。日本のバンドでは過去に、Sabbat・Metalucifer（2002年）、MUCC（2005年）、Saeko（2005年）、D'espairsRay（2006年）、DIR EN GREY（2007年）、Electric Eel Shock（2007年）、girugamesh（2008年）、Hellhound（2014年）、LOUDNESS（2016年、2022年）、LOVEBITES（2018年）などが出演している。

## 解説

### エリア構成
- キャンプサイト
- フェスティバルサイト
- メタルマーケット
- メディバルマーケット

### ステージ構成
- TRUE METAL STAGE
- BLACK STAGE
- PARTY STAGE
- W.E.T. STAGE
- MEDIEVAL STAGE
- BEERGARDEN STAGE

メインとなるステージはフェスティバルサイトに4ステージあり、中央に3ステージが配置される。観客から見て右から順に、やや小規模な「PARTY STAGE」、メインの「TRUE METAL STAGE」、「BLACK STAGE」となる。基本的には"PARTY STAGE, BLACK STAGEでのショウが同時に進行→TRUE METAL STAGEでのショウ"の繰り返しで進行する。
フェスティバルサイト後方（入口近く）のW.E.T. STAGEには客席にも屋根があるために仮設のライブハウスのようになっている。W.E.T. STAGEは前述の3ステージの演奏が終了した後にメタルディスコが開催されるなどの特徴もある。ここでは選ばれた素人がバックバンドの演奏でボーカルを務める「メタルカラオケ」が存在する。
フェスティバルサイトへのエントランスの向かい側にはBEERGARDEN STAGEがあり、名前の通りビアガーデンとステージが配置されている。このステージでは地元消防団のブラスバンド演奏も行われる。2009年より新設されたメディバルマーケット内にあるMEDIEVAL STAGEでは、ヴァイキングメタルバンドの演奏が数回行われる。

### メタルバトル

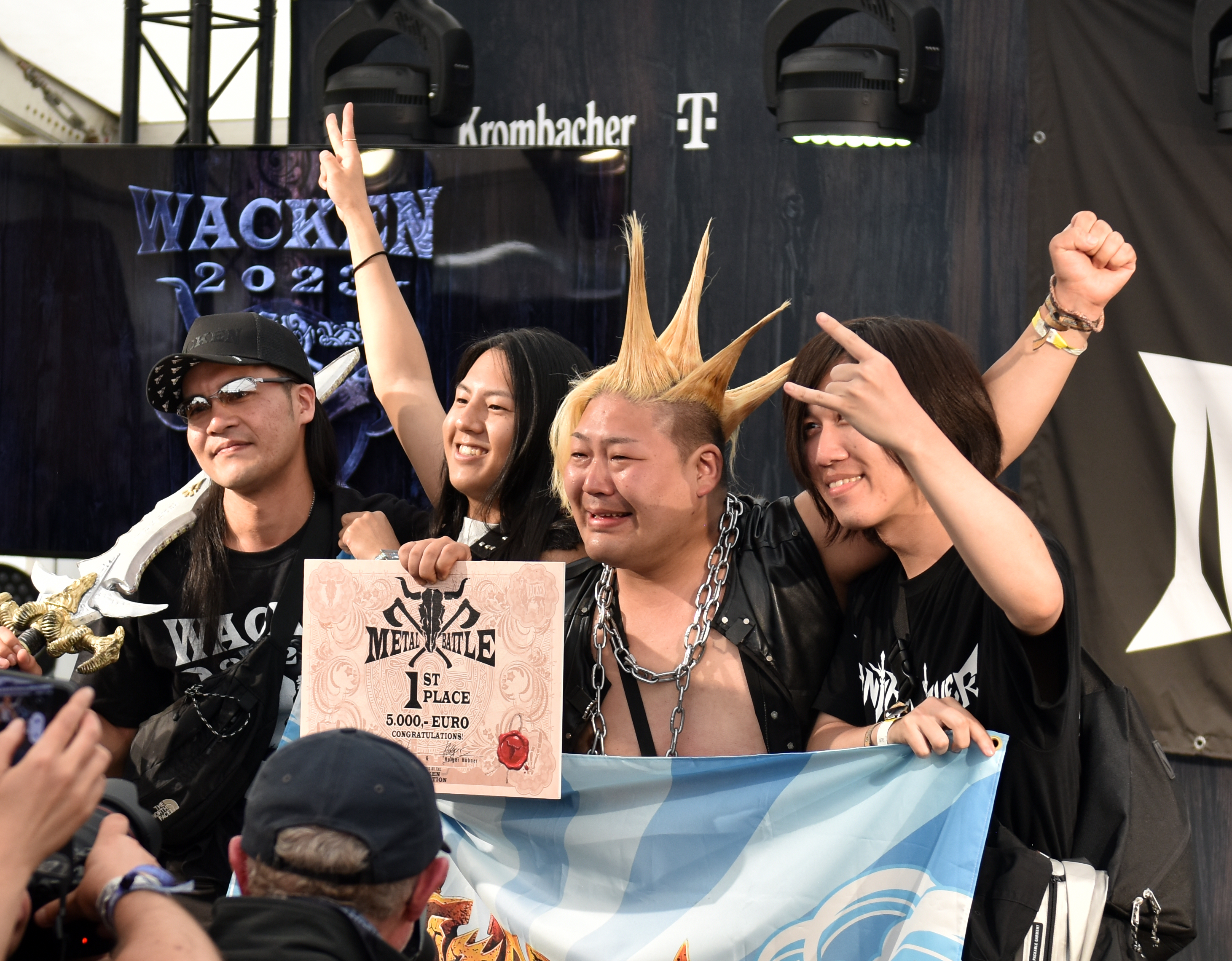
2023年のメタルバトルで優勝したPhantom Excaliver

2004年から始まった国際バンドコンテストで、各国内の予選・決勝を勝ち抜いたバンドがヴァッケン・オープン・エアの舞台に集まり、審査員によって最優秀バンドが決定する。

### 開催期間
7月の終わりから8月最初の木曜日に前夜祭、金曜日と土曜日にメインフェスティバルの3日間を柱として開催している。前夜祭と言えど、開催時間が16時 - 24時と短いことと、TRUE METAL STAGEを使用しない（または前夜祭のヘッドライナーのみ使用する）こと以外は残り2日との違いはない。さらに"前夜祭の前夜祭"となるイベントがW.E.T.STAGEとフェスティバルサイト外のステージにて行われる。